# Osiek Staszowski
Osiek Staszowski – przystanek osobowy w Osieku, w powiecie staszowskim, w województwie świętokrzyskim, w Polsce.